# Легендарний скульптор місячного світла
«Легендарний скульптор місячного світла» (кор. 달빛조각사달빛조각사, англ. The Legendary Moonlight Sculptor) — корейська лайт-новела автора Нам Хі Сона (남희성) в жанрі ЛітРПГ. Публікуватись почала у 2007 році. На даний час у серію входить 49 томів. Надзвичайно популярна ранобе в Кореї і за її межами.
У 2015 році почався випуск однойменної інтернет-манхви.

## Сюжет
Лі Хьон — працьовитий молодий хлопець, що страждає від життя в бідності. Вимушений працювати протягом усього свого дитинства і юності, найбільш важливою його рисою є наполегливість. Його завзятість знаходить своє відображення в колись надзвичайно популярній грі «Континент Магії» («Continent of Magic»). Гра, в якій його персонаж «Віід» («Weed») беззаперечно є найкращим. Коли він вирішує зосередитися на роботі, то продає свій аккаунт в Інтернеті на аукціоні, який закінчується в 3,090,000,000 вон (близько 3 млн доларів США або 80 млн гривень). Лі Хьон відразу дізнається, що майже всі гроші, які він заробив, будуть стягнуті у зв'язку з заборгованістю. Це змушує його заприсягтися, що він тепер присвятить себе тільки одній меті — зароблянню грошей у новій грі віртуальної реальності «Королівська Дорога» («Royal Road»).

## Персонажі

### Головні герої
Віід (Лі Хьон) — Легендарний Скульптор Місячного Світла, головний герой саги. Завдяки наполегливості став одним з найкращих гравців "Королівської Дороги". Член Гільдії Пустельних Мандрівників. Темний геймер.
Союн (Чжон Союн) — Берсерк. У зв'язку з психічним розладом довгий час не могла говорити і мандрувати з людьми.
Бадирей — Чорний Лицар. Глава Гільдії Гермес. Смертельно ображений на Вііда за те, що був скинутий ним з п'єдесталу найсильнішого гравця "Континенту Магії". Вирішив знищити і зламати його у "Королівській Дорозі". Ворог Вііда.

### Група Пейла
Пейл (О Донман) — Лучник. Друг Вііда. Зустрічається з Мейрон. Студент.
Ірен (Кім Інньон) — Жрець. Друг Вііда. Студентка.
Ромуна (Пак Хійон) — Маг Вогню. Друг Вііда. Старша сестра Сурки. Студентка.
Сурка (Пак Суйон) — Монах. Друг Вііда. Школярка, пізніше студентка. Ровесниця Юрін.
Юрін (Лі Хаян) — Художник Водного Світла. Молодша сестра Лі Хьона. Дуже любить свого брата. Школярка, пізніше студентка.
Зефі (Чхве Чжехун) — Рибалка. Син багатого магната. Улюбленець жінок. Закоханий в Юрін.
Манауе (Кан Чінчоль) — Торговець-мандрівник. Друг Вііда, його учень і послідовник філософії.
Мейрон (Сін Хемін) — Рейнджер. Відома телеведуча передачі про "Королівську Дорогу". Зустрічається з Пейлом.
Хварьон (Чжон Хьорін) — Танцівниця. Популярна співачка-айдол. Закохана у Вііда.
Беллот — Бард. Найкраща подруга Хварьон.
Чха Юнхі (Сеччві) — Орк-командир. Доктор наук. Лікар-психіатр Союн. Зустрічається з Другим МЕЧем.
Приправлений Рак (Краб) — Убивця. Найкращий гравець свого класу.

### МЕЧі
Перший МЕЧ (Ан Хьондо) — Майстер Бойових Мистецтв. Учитель і власник додзьо, в якому Віід навчався володінню мечем. Користується незламним авторитетом серед інструкторів та учнів додзьо. Бачить у Вііді свого наступника. Вперше в житті закохався, граючи в "Королівську Дорогу".
Другий МЕЧ (Чон Ільхун) — Майстер Бойових Мистецтв. Перший інструктор додзьо. Зустрічається із Сеччві.
Третій МЕЧ (Чхве Джонбо) — Майстер Бойових Мистецтв. Другий інструктор додзьо.
Четвертий МЕЧ (Ма Санбо) — Майстер Бойових Мистецтв. Третій інструктор додзьо.
П'ятий МЕЧ (Лі Індо) — Майстер Бойових Мистецтв. Четвертий інструктор додзьо.
6-505 МЕЧі — Майстри Бойових Мистецтв. Друзі Вііда. Учні додзьо. Як і їхні інструктори, мріють зустріти своє кохання.

### Гравці "Королівської Дороги"
Дайні — Шаман. Перше кохання Вііда. Колишній член Групи Пейла. Одна із засновників Гільдії Гермес. У зв'язку з важкою хворобою на довгий час пішла з "Королівської Дороги". Подолала її і повернулася в гру.
Фабо — Архітектор. Головний архітектор Мори.
Гастон — Художник. Найкращий друг Фабо.
Оберон — Гном. Глава Гільдії Сталевої Рози. Зразок мужності, честі і гідності. Очолив похід в Землі розпачу і Північну експедицію.
Марей Стенбард — Бард. Один з найвідоміших гравців. Був змушений ненадовго приєднатися до Гільдії Гермес, щоб зберегти цінні речі Вііда.
Петров — Художник Водного Світла. Найкращий у своїй професії. Вважає Вііда своїм конкурентом. Закоханий в Юрін.
Сейрін (Юн Чунхі) — Заклинатель. Однокласниця Вііда. У школі Лі Хьон врятував її від хуліганів, після чого вона відчуває до нього симпатію. Старша сестра Ламі.
Ламі — Злодій. Подруга Юрін.
Вовк і Деорін — Чоловік-паладин і дружина-жрець. Темні геймери.
Мандол і Дельфіна — Чоловік і дружина. Перші відвідувачі Центру Мистецтв Мори.
Лафей — Один із засновників, головний стратег і сірий кардинал Гільдії Гермес. Дуже розумний.
Дженіс — Один із засновників Гільдії Гермес.
Рафаель — Один із засновників Гільдії Гермес.
Дрінпельд — Один із засновників і головнокомандувач флоту Гільдії Гермес.
Барт (Чжон Дик Су) — Торговець. Батько Союн. Президент величезної корпорації. Дуже багатий.
Робін (Пак Чжин Сок) — Мисливець. Син одного з бізнес-партнерів Чжон Дик Су. Симпатизує Союн. Фанат Вііда.

### Підлеглі Вііда
Ван Хок — Лицар Смерті. Нежить. Його дух живе в Чорному Намисті Вііда.
Торідо — Король Вампірів. Глава Королівства Вампірів Тодум. Любитель прекрасного. Його дух живе в Червоному Намисті Вііда.

### Оживлені Скульптури
Крижаний Дракон — перша скульптура, створена і оживлена Віідом.
Віверни — скульптури, створені Віідом і оживлені ним для мандрівок і полювання.
Золота Людина — скульптура, створена Віідом з золота і оживлена ним. У мандрівці Джиголасом (загублена територія) був знищений. Відновлений в Морі.
Фенікс — скульптура, створена Віідом і оживлена ним. Єдиний, що вижив з п'яти Братів-Феніксів.
Жовтуватий — скульптура бика, створена і оживлена Віідом. За вдачею добрий і наївний. Експлуатується Віідом як вантажний транспорт.
Золотий Птах і Срібна Птаха — скульптури, створені імператором Гейхардом фон Арпеном.

## Томи
| No. | Дата корейського релізу |
| --- | ----------------------- |
| 1   | 15 січня 2007           |
| 2   | 15 січня 2007           |
| 3   | 22 лютого 2007          |
| 4   | 6 квітня 2007           |
| 5   | 26 травня 2007          |
| 6   | 29 червня 2007          |
| 7   | 14 серпня 2007          |
| 8   | 9 жовтня 2007           |
| 9   | 7 грудня 2007           |
| 10  | 23 лютого 2008          |
| 11  | 11 червня 2008          |
| 12  | 11 вересня 2008         |
| 13  | 22 грудня 2008          |
| 14  | 29 січня 2009           |
| 15  | 31 березня 2009         |
| 16  | 30 травня 2009          |
| 17  | 23 червня 2009          |
| 18  | 17 вересня 2009         |
| 19  | 28 листопада 2009       |
| 20  | 28 грудня 2009          |
| 21  | 12 березня 2010         |
| 22  | 20 травня 2010          |
| 23  | 14 червня 2010          |
| 24  | 1 вересня 2010          |
| 25  | 22 жовтня 2010          |
| 26  | 1 грудня 2010           |
| 27  | 25 січня 2011           |
| 28  | 2 березня 2011          |
| 29  | 20 квітня 2011          |
| 30  | 13 червня 2011          |
| 31  | 18 серпня 2011          |
| 32  | 14 жовтня 2011          |
| 33  | 28 грудня 2011          |
| 34  | 29 лютого 2012          |
| 35  | 1 травня 2012           |
| 36  | 22 червня 2012          |
| 37  | 3 вересня 2012          |
| 38  | 31 жовтня 2012          |
| 39  | 29 січня 2013           |
| 40  | 18 червня 2013          |
| 41  | 13 листопада 2013       |
| 42  | 17 січня 2014           |
| 43  | 27 лютого 2014          |
| 44  | 28 липня 2014           |
| 45  | 31 грудня 2014          |
| 46  | 31 серпня 2015          |
| 47  | 21 квітня 2016          |
| 48  | 31 жовтня 2016          |
| 49  | 20 лютого 2017          |
| 50  | -                       |
| 51  | -                       |
| 52  | -                       |

## Електронні книги
З 30 серпня 2013 року книги можна знайти через додаток «카카오페이지».

## Вплив
Було продано більше мільйона книг серії на ринку з 3,5 мільйонами читачів, і, відповідно, вона займає перше місце за обсягом продажів електронних книг.